# NGC 6248
NGC 6248 је спирална галаксија у сазвежђу Змај која се налази на NGC листи објеката дубоког неба.
Деклинација објекта је + 70° 21' 22" а ректасцензија 16h 46m 22,3s. Привидна величина (магнитуда) објекта NGC 6248 износи 13,1 а фотографска магнитуда 13,8. Налази се на удаљености од 21,2000 милиона парсека од Сунца. NGC 6248 је још познат и под ознакама UGC 10564, MCG 12-16-9, CGCG 339-20, KAZ 95, PGC 58946.